# Hubert Strolz
Hubert Strolz, född 26 juni 1962 i Warth, är en österrikisk före detta alpin skidåkare.
Strolz blev olympisk mästare i superkombination vid vinterspelen 1988 i Calgary.